# Wilhelm Adolph Lampadius
Wilhelm Adolph Lampadius (* 29. November 1812 in Freiberg; † 7. April 1892 in Leipzig) war ein deutscher evangelisch-lutherischer Pfarrer und Autor.

## Leben und Wirken
Er war der älteste Sohn des Chemikers und Professors an der Bergakademie zu Freiberg Wilhelm August Lampadius. Nach dem Besuch des dortigen Gymnasiums ging er bis 1830 an die Sächsische Bergakademie und anschließend zum Studium der Philosophie und Theologie an die Universität Leipzig. 1834 wechselte Lampadius an die Universität nach Berlin, wo er 1835 und 1837 die theologischen Kandidaten-Prüfungen bestand.
In Leipzig wurde Lampadius 1838 Katechet an der Peterskirche. Ab 1841 arbeitete er auch als Lehrer an der Ersten Bürgerschule. Ab 1843 war er Diakon an der Neukirche, ab 1851 Subdiakon und von 1866 bis 1883 Diakon an der Nikolaikirche in Leipzig.
1844 gehörte er zum Kreis um den Komponisten Robert Schumann, der sich regelmäßig in der Restauration Zum Kaffeebaum traf.
In der Musikwelt wurde Lampadius als Verfasser der ersten Biografie Felix Mendelssohn Bartholdys bekannt, die 1847 in Leipzig in Druck erschien. Zu seinen theologischen Schriften gehören u. a. solche zur Deutsch-katholischen Bewegung.

## Publikationen (Auswahl)
- Was sind Fortschritte im Geiste der Reformation? Eine Zeitfrage. Leipzig, 1845.
- Shakspeare’s Antonius u. Cleopatra und das Wintermärchen. Uebersetzung. (Zuerst in der Sammlung bei G. Wigand 1837, erlebte viele Auflagen, zuletzt Leipzig, 1869. Ph. Reclam jun.)
- Papstthum und Hierarchie gegenüber der Religion des neuen Bundes. (Nach dem Engl. eines amerikan. Quäkers bearbeitet u. mit historisch-kritischen Noten versehen.) Leipzig, 1843. Köhler.
- Die katholische Bewegung, von ihrem ersten Entstehen bis auf die Gegenwart. Leipzig, 1846. Klinkhardt.
- Luther’s Geist, ein Geist von Gott, u. Gedanken u. Entschließungen evangel. Christen an Luther’s Grabe. Zwei geistliche Reden zu Luthers Andenken. Magdeburg, 1846. Falckenberg.
- Felix Mendelssohn-Bartholdy. Ein Denkmal für seine Freunde. Leipzig, 1847. Hinrichs.
- Die steigende Macht der katholischen Hierarchie seit der Februarrevolution. Bremen, 1849. Schlodtmann.
- Philosophische Theologie oder die letzten Gründe alles religiösen Glaubens in der Vernunft beruhend. Aus dem Engl. des James M. Miles. (Auf Anregung von Aug. Neander in Berlin.) Leipzig, 1850. Brandstetter.